# Diários de Goebbels
Os Diários de Goebbels são uma coleção de escritos de Joseph Goebbels, um dos principais membros do Partido Nazista e Ministro do Reich para Esclarecimento Público e Propaganda no governo de Adolf Hitler de 1933 a 1945. Os diários, que foram publicados completamente em alemão apenas recentemente e estão disponíveis apenas parcialmente em inglês, são uma fonte importante para a história interna do Partido Nazista e dos seus doze anos no poder na Alemanha. O historiador britânico Ian Kershaw escreveu no prefácio de sua biografia de Hitler: "Por toda a cautela que deve naturalmente estar associada aos comentários de Hitler regularmente relatados por Goebbels... a instantaneidade, bem como a frequência dos comentários, fazem deles uma fonte de vital importância para o entendimento do pensamento e da ação de Hitler."

## História
Goebbels começou a manter um diário em outubro de 1923, pouco antes de seu 26º aniversário, enquanto estava desempregado e morando na casa de seus pais em Rheydt, na região do Baixo Reno. Ele havia recebido um diário como presente de Else Janke, uma jovem (de origem parcialmente judaica) com quem ele teve um relacionamento turbulento e eventualmente malsucedido, e a maioria de suas primeiras entradas era sobre ela. Seu biógrafo Toby Thacker escreve: "Escrever um diário rapidamente se tornou uma espécie de terapia para este jovem perturbado, e vários historiadores comentaram sobre o quão extraordinariamente sincero e revelador Goebbels era, particularmente em seus primeiros anos como diarista." A partir de 1923, ele escreveu em seu diário quase diariamente.
De acordo com o biógrafo Peter Longerich, as entradas do diário de Goebbels do final de 1923 ao início de 1924 refletiam os escritos de um homem isolado, preocupado com questões "religioso-filosóficas" e que carecia de um senso de direção. As entradas do diário a partir de meados de dezembro de 1923 mostram que Goebbels estava se aproximando do movimento nacionalista völkisch. Goebbels se interessou pela primeira vez por Adolf Hitler e pelo Nazismo em março de 1924. Em fevereiro de 1924, o julgamento de Hitler por traição havia começado após sua tentativa fracassada de tomar o poder em Munique, Baviera, durante os dias 8 e 9 de novembro de 1923 (este golpe fracassado ficou conhecido como Putsch da Cervejaria). O julgamento rendeu a Hitler muita cobertura da imprensa e lhe deu uma plataforma para propaganda. Depois que Goebbels conheceu Hitler pela primeira vez em julho de 1925, entretanto, o líder nazista tornou-se cada vez mais a figura central do diário. Em julho de 1926, Goebbels estava tão arrebatado por Hitler discursando sobre "questões raciais", que escreveu: "É impossível reproduzir o que [Hitler] disse. Deve ser vivenciado. Ele é um gênio. O instrumento natural e criativo de um destino determinado por Deus. Estou profundamente comovido."
Hitler tornou-se Chanceler em janeiro de 1933 e nomeou Goebbels como Ministro da Propaganda. Goebbels então publicou uma versão editada de seus diários para o período da ascensão de Hitler ao poder em forma de livro, sob o título Vom Kaiserhof zur Reichskanzlei: Eine historische Darstellung in Tagebuchblättern (Do Kaiserhof à Chancelaria do Reich: um Diário Histórico). O Kaiserhof era um hotel em Berlim onde Hitler ficou antes de chegar ao poder. O livro de Goebbels foi posteriormente publicado em inglês como Minha Parte na Luta da Alemanha. Embora este livro tivesse intenção propagandística, ele fornece insights sobre a mentalidade da liderança nazista na época de sua ascensão ao poder.
Em julho de 1941, os diários já haviam crescido até preencher vinte volumes grossos, e Goebbels percebeu que eles eram um recurso valioso demais para arriscar sua destruição em um ataque aéreo. Ele, portanto, os transferiu de seu escritório em sua casa em Berlim para os cofres subterrâneos do Reichsbank no centro de Berlim. A partir desse momento, ele não mais escreveu os diários à mão. Em vez disso, ele os ditava para um estenógrafo, que posteriormente datilografava versões corrigidas. Ele começava cada entrada do dia com um resumo das notícias militares e políticas do dia. Thacker observa: "Goebbels já estava ciente de que seu diário constituía um documento histórico notável, e alimentava esperanças de retrabalhar o material em algum estágio futuro para publicação adicional, dedicando horas a cada entrada diária." O envolvimento de um estenógrafo, no entanto, significava que os diários não eram mais inteiramente secretos, e eles se tornaram menos francos sobre assuntos pessoais.
Em novembro de 1944, era evidente para Goebbels que a Alemanha iria perder a guerra. Ele escreveu em seu diário: "Quão distante e estranha de fato parece este belo mundo. Interiormente, já me despedi dele." Percebendo que provavelmente não sobreviveria à queda do Terceiro Reich, ele deu ordens para que seus diários fossem copiados para preservação, usando a nova técnica de microfilme. Uma sala escura especial foi criada no apartamento de Goebbels no centro de Berlim, e o estenógrafo de Goebbels, Richard Otte, supervisionou o trabalho.
A última entrada preservada data de 10 de abril de 1945 e contém apenas um relatório sobre a situação militar, sobre o qual Goebbels não comentou. As caixas de placas de vidro contendo os diários microfilmados foram enviadas em abril de 1945 para Potsdam, a oeste de Berlim, onde foram enterradas. Os diários originais manuscritos e datilografados foram empacotados e armazenados na Chancelaria do Reich. Alguns destes sobreviveram e formaram a base para a publicação de seções dos diários (principalmente dos anos de guerra) após a guerra. As caixas de placas de vidro em Potsdam foram descobertas pelos soviéticos e enviadas para Moscou, onde permaneceram sem serem abertas até serem descobertas por Elke Fröhlich em março de 1992. Somente então a publicação dos diários completos se tornou possível.

## Publicações

### Em alemão
Uma edição de 29 volumes, abrangendo os anos de 1923 a 1945, foi editada por Elke Fröhlich e outros. Diz-se que está 98% completa. A publicação começou em 1993, com o último volume aparecendo em 2008. Die Tagebücher von Joseph Goebbels foi publicado em nome do Institut für Zeitgeschichte e com o apoio do Serviço Nacional de Arquivos da Rússia pela K. G. Saur Verlag em Munique. Informações completas a seguir:
- Die Tagebücher von Joseph Goebbels, Teil I Aufzeichnungen 1923–1941 [Os Diários de Joseph Goebbels, Parte I: Anotações, 1923–1941] (ISBN 3-598-23730-8)

| Volume | Datas das entradas           | Editor(es)                                                 | Ano de publicação |
| ------ | ---------------------------- | ---------------------------------------------------------- | ----------------- |
| 1/I    | Outubro 1923 – Novembro 1925 | Elke Fröhlich                                              | 2004              |
| 1/II   | Dezembro 1925 – Maio 1928    | Elke Fröhlich                                              | 2005              |
| 1/III  | Junho 1928 – Novembro 1929   | Anne Munding                                               | 2004              |
| 2/I    | Dezembro 1929 – Maio 1931    | Anne Munding                                               | 2005              |
| 2/II   | Junho 1931 – Setembro 1932   | Angela Hermann                                             | 2004              |
| 2/III  | Outubro 1932 – Março 1934    | Angela Hermann                                             | 2006              |
| 3/I    | Abril 1934 – Fevereiro 1936  | Angela Hermann Hartmut Mehringer Anne Munding Jana Richter | 2005              |
| 3/II   | Março 1936 – Fevereiro 1937  | Jana Richter                                               | 2001              |
| 4      | Março – Novembro 1937        | Elke Fröhlich                                              | 2000              |
| 5      | Dezembro 1937 – Julho 1938   | Elke Fröhlich                                              | 2000              |
| 6      | Agosto 1938 – Junho 1939     | Jana Richter                                               | 1998              |
| 7      | Julho 1939 – Março 1940      | Elke Fröhlich                                              | 1998              |
| 8      | Abril – Novembro 1940        | Jana Richter                                               | 1997              |
| 9      | Dezembro 1940 – Julho 1941   | Elke Fröhlich                                              | 1997              |

- Die Tagebücher von Joseph Goebbels, Teil II Diktate 1941–1945 [Os Diários de Joseph Goebbels, Parte II: Ditados, 1941–1945]  (ISBN 3-598-21920-2):

| Volume | Datas das entradas      | Editor(es)                 | Ano de publicação |
| ------ | ----------------------- | -------------------------- | ----------------- |
| 1      | Julho – Setembro 1941   | Elke Fröhlich              | 1996              |
| 2      | Outubro – Dezembro 1941 | Elke Fröhlich              | 1996              |
| 3      | Janeiro – Março 1942    | Elke Fröhlich              | 1995              |
| 4      | Abril – Junho 1942      | Elke Fröhlich              | 1995              |
| 5      | Julho – Setembro 1942   | Angela Stüber              | 1995              |
| 6      | Outubro – Dezembro 1942 | Hartmut Mehringer          | 1996              |
| 7      | Janeiro – Março 1943    | Elke Fröhlich              | 1993              |
| 8      | Abril – Junho 1943      | Hartmut Mehringer          | 1993              |
| 9      | Julho – Setembro 1943   | Manfred Kittel             | 1993              |
| 10     | Outubro – Dezembro 1943 | Volker Dahm                | 1994              |
| 11     | Janeiro – Março 1944    | Dieter Marc Schneider      | 1994              |
| 12     | Abril – Junho 1944      | Hartmut Mehringer          | 1995              |
| 13     | Julho – Setembro 1944   | Jana Richter               | 1995              |
| 14     | Outubro – Dezembro 1944 | Jana Richter Hermann Graml | 1996              |
| 15     | Janeiro – Abril 1945    | Maximilian Gschaid         | 1995              |

- Die Tagebücher von Joseph Goebbels, Teil III Register 1923–1945 [Os Diários de Joseph Goebbels, Parte III: Registro, 1923–1945]:

| Conteúdo                                                                    | Editor(es) | Ano de publicação |
| --------------------------------------------------------------------------- | --- | ----------------- |
| Registro geográfico. Registro de pessoas                                    | Angela Hermann | 2007              |
| Introdução de Elke Fröhlich à obra completa. Índice de assuntos. 2 volumes. | Florian Dierl, Ute Keck, Benjamin Obermüller, Annika Sommersberg e Ulla-Britta Vollhardt. Coordenado e reunido por Ulla-Britta Vollhardt. Composto por Angela Hermann. | 2008              |

- Astrid M. Eckert, Stefan Martens, "Glasplatten im märkischen Sand: Ein Beitrag zur Überlieferungsgeschichte der Tageseinträge und Diktate von Joseph Goebbels," Vierteljahrshefte für Zeitgeschichte 52 (2004): 479–526.
- Angela Hermann, "In 2 Tagen wurde Geschichte gemacht". Über den Charakter und Erkenntniswert der Goebbels-Tagebücher ["Em Dois Dias, a História Foi Feita": Sobre o Caráter e Valor Científico do Diário de Goebbels]. Publicado em Stuttgart em 2008 (ISBN 978-3-9809603-4-2).
- Angela Hermann, Der Weg in den Krieg 1938/39. Quellenkritische Studien zu den Tagebüchern von Joseph Goebbels.  München 2011 (ISBN 978-3-486-70513-3).

### Em tradução inglesa
- The Goebbels Diaries, 1939–1941, editado e traduzido por Fred Taylor. Publicado pela primeira vez em Londres por Hamish Hamilton em 1982 (ISBN 0-241-10893-4). A primeira edição americana foi publicada por Putnam em 1983 (ISBN 0-399-12763-1). Esta tradução de uma parte anteriormente não publicada dos diários de Goebbels foi objeto de controvérsia.[18]
- The Goebbels Diaries, 1942–1943 foi traduzido, editado e introduzido por Louis P. Lochner. Publicado pela primeira vez pela Doubleday em 1948. Foi reimpresso pela Greenwood Press em 1970 (ISBN 0-837-13815-9)
- Final Entries 1945: The Diaries of Joseph Goebbels foi editado, introduzido e anotado por Hugh Trevor-Roper. Publicado pela primeira vez por Putnam em 1978 (ISBN 0-399-12116-1). Uma edição anotada foi publicada por Pen and Sword em 2008 (ISBN 1-844-15646-X).

### Controvérsia de David Irving
Em 1992, o historiador e negador do Holocausto David Irving foi informado de que em maio de 1945, soldados soviéticos haviam encontrado 200 volumes parcialmente queimados e levado cópias dos diários em microficha de vidro para onde foram armazenados sob chave nos Arquivos Centrais do Estado em Moscou. Como o novo material de arquivo mostrava passagens na caligrafia de Goebbels que anteriormente só haviam aparecido impressas, foi possível autenticar edições anteriores. O Sunday Times de Londres pagou a Irving $125.000 para autenticar e traduzir o material recém-descoberto. Isso criou um pequeno escândalo com protestos em frente à casa de Irving em Londres. A pesquisa arquivística de Irving tornou-se a base para seu trabalho, "Goebbels: Mastermind of the Third Reich" (Goebbels: Mentor do Terceiro Reich) que foi contratado pela St. Martin's Press para ser publicado em 1996. Devido à pressão política, a St. Martin's rompeu o contrato - uma ação que foi criticada pela figura pública Christopher Hitchens.